# Jankowskia nanaria
Jankowskia nanaria är en fjärilsart som beskrevs av Felix Bryk 1949. Jankowskia nanaria ingår i släktet Jankowskia och familjen mätare. Inga underarter finns listade i Catalogue of Life.